# Риђи мишолики опосум
Риђи мишолики опосум (Marmosa lepida) је врста сисара из породице опосума (Didelphidae) и истоименог реда (Didelphimorphia).

## Распрострањење
Врста има станиште у Боливији, Бразилу, Еквадору, Колумбији, Перуу и Суринаму.

## Станиште
Риђи мишолики опосум има станиште на копну.

## Начин живота
Исхрана риђег мишоликог опосума укључује инсекте.

## Угроженост
Ова врста није угрожена, и наведена је као последња брига јер има широко распрострањење.

### Популациони тренд
Популација ове врсте је стабилна, судећи по доступним подацима.